# جون ماكلين (اشتراكي اسكتلندي)
كان جون ماكلين (24 أغسطس 1879 - 30 نوفمبر 1923) مدرسًا اسكتلنديًا واشتراكيًا ثوريًا في عهد الكلايدسايد الأحمر. عُرف بمعارضته الصريحة للحرب العالمية الأولى، مما تسبب باعتقاله بموجب قانون الدفاع عن المملكة، وفقدان منصبه التدريسي، وأصبح بعد ذلك محاضرًا ومنسقًا ماركسيًا متفرغًا. وفي أبريل 1918، اعتُقل بتهمة التحريض على العصيان، وأصبح خطابه الذي استمر 75 دقيقة من قفص الاتهام نصًا مشهورًا لدى اليساريين الاسكتلنديين. وحُكم عليه بالسجن لمدة خمس سنوات مع الأشغال الشاقة، لكن أطلق سراحه بعد هدنة نوفمبر.
اعتقد ماكلين أن العمال الاسكتلنديين خصوصًا مؤهلون لقيادة الثورة، وتحدث عن «الشيوعية السلتية»، المستوحاة من روح الجماعة. لكن إطلاقه لحزب العمال الجمهوري الاسكتلندي والحزب الشيوعي الاسكتلندي لم يلق نجاحًا ملموسًا. وبالرغم من تعيينه ممثلًا للبلشفية في اسكتلندا، إلا أنه لم يكن منسجمًا مع الحزب الشيوعي في بريطانيا العظمى، بعدما ضم إليه الحزب الاشتراكي البريطاني الذي انتمى إليه. وخلال فترة أسره، أضرب ماكلين عن الطعام، وقد أثر الإطعام القسري لفترة طويلة على صحته بشكل دائم. وانهار أثناء إلقاءه خطابًا وتوفي بالالتهاب الرئوي في سن الرابعة والأربعين.

## السيرة الذاتية

### بدايات حياته
ولد ماكلين في بولوكشوز، ثم ترعرع في ضواحي غلاسكو في اسكتلندا. كان والده دانيال (1843 - 1888) خزافًا ينحدر من بوينس، أما والدته آن (1846 - 1914) فتعود أصولها إلى كورباخ. تحدث والداه الغيلية ونشأ في كنف أسرة كالفينية، وتعلم ماكلين أصول التدريس تحت رعاية الكنيسة الحرة ثم حضر دروسًا بدوام جزئي في جامعة غلاسكو، فتخرج بشهادة البكالوريوس عام 1904. (غالبًا ما يستخدم ماكلين الحرفين إم. إيه. بعد اسمه في أي إصدار له).

### النشوء السياسي
انخرط ماكلين في مجال السياسة لأول مرة من خلال اتحاد بولوكشوز التقدمي وبعد قراءة مقالات ميري إنجلترا لروبرت بلاتشفورد. بات مقتنعًا أن مستويات معيشة الطبقات العاملة لا يمكن تحسينها إلا من خلال الثورة الاجتماعية، وانضم إلى الاتحاد الديمقراطي الاجتماعي (إس دي إف) باعتباره ماركسيًا، وظل فيه مع تشكيل الحزب الاشتراكي البريطاني.
وفي عام 1906، ألقى ماكلين سلسلة من الخطابات في بولوكشوز، أسفرت عن تشكيل فرع للاتحاد الديمقراطي الاجتماعي هناك، ومن خلال هذه الخطابات التقى بجيمس دي. ماكدوغال، الذي أصبح أقوى مؤيديه حتى آخر حياته.
كان ماكلين أيضًا عضوًا فاعلًا في الحركة التعاونية وكان دوره البارز ما دفع جمعيات رينفروشاير التعاونية للضغط على مجالس المدارس المحلية بهدف توفير المرافق اللازمة من أجل افتتاح صفوف في الاقتصاد للكبار.
وبصفته عدوًا ثوريًا لما اعتبره حربًا إمبريالية، كان ماكلين يعارض معارضة شديدة الموقف الذي تبنته قيادة حزب بي إس بّي حول إتش. إم. هيندمان. ومع ذلك، لم يكن جزءًا من القيادة الجديدة التي حلت محل هيندمان في 1916.

### مثقف ماركسي
بحلول الحرب العالمية الأولى، كانت اشتراكيته ذات طبيعة ثورية، بالرغم من أنه عمل مع آخرين في لجنة عمال كلايد، وكانوا أكثر إصلاحية في وجهة النظر، مثل صديقه جيمس ماكستون. كان من المعارضين الأشداء للحرب، لأنه اعتبرها حربًا إمبريالية تفرق العمال عن بعضهم، حسبما أوضح في رسالته إلى فوروارد.
كانت السلطات تراقبه عن كثب في ذلك الوقت، واعتُقل في 27 أكتوبر 1915 بموجب قانون الدفاع عن المملكة وفصله مجلس مدرسة جوفان من منصبه التدريسي في مدرسة لورن ستريت الابتدائية. ونتيجة لذلك، أصبح محاضرًا ومنسقًا ماركسيًا متفرغًا، فثقف العمال الآخرين في غلاسكو حول النظرية الماركسية. وأسس فيما بعد كلية العمل الاسكتلندية.
نشط خلال الحرب العالمية الأولى في الدوائر المناهضة للحرب وسُجن في 1916 لخرقه قانون الدفاع عن المملكة، ولكن، أُطلق سراحه في 1917 على إثر المظاهرات التي أعقبت ثورة فبراير في روسيا.
العلاقة مع روسيا
انتُخب ماكلين في يناير 1918 لرئاسة المؤتمر السوفييتي الثالث لعموم روسيا وعُين بعدها بشهر قنصلًا للبلشفية في اسكتلندا. أنشأ قنصلية في 12 شارع جنوب بورتلاند في غلاسكو ولكن الحكومة البريطانية رفضت الاعتراف بها.

### المحاكمة والسجن بتهمة التحريض على العصيان (1918)
اعتُقل ماكلين في 15 أبريل 1918 بتهمة التحريض على العصيان. رُفضت الكفالة وحُدد موعد محاكمته في 9 مايو في إدنبرة. قدم دفاعه بطريقة جريئة ميالة إلى التحدي، رافضًا الترافع والاعتراف وعندما سئل عما إذا كان يعترض على رد أي من المحلفين، قال: «أنا لا أوافق على أي منهم». واستند الادعاء في قضيته إلى شهادة الشهود الذين حضروا اجتماعاته، والذين نقلوا مقتطفات من خطاباته باستخدام الملاحظات التي كتبوها مما تذكروه بعد الاجتماعات. واعترض ماكلين على إخراج كلماته من سياقها قائلًا: «حُذفت الأجزاء الرئيسية من خطابي، الأجزاء التي أوضحت فيها لب أفكاري. أريد أن أفضح خداع الحكومة البريطانية وجهاز شرطتها ومحاميها».
تحول هذا الخطاب الذي ألقاه من قفص الاتهام إلى فولكلور لليسار الاسكتلندي. واستهل ماكلين خطابه، الذي استغرق نحو 75 دقيقة، بما يلي:
قيل إنهم لا يستطيعون فهم دافعي. درّست الاقتصاد للطبقات العاملة طيلة حياتي العملية، ولطالما أوضحت أن الرأسمالية فاسدة في أسسها، ويجب أن تفسح المجال لمجتمع جديد. ألقيت محاضرة تحت عنوان «لا تسرق، لا تقتل»، ونوهت إلى أنه نتيجة للسرقة الجارية في جميع البلدان المتحضرة اليوم، تعين على بلداننا الحفاظ على جيوشها، ولا بد وأن تتصادم جيوشنا مع بعضها. ولهذا السبب ولأسباب أخرى، أعتبر الرأسمالية أكثر نظام مخز ودموي وشرير عرفته البشرية على الإطلاق. تعتبر اللغة التي أستخدمها فاحشة ومتطرفة، لكن أحداث السنوات الأربع الماضية أثبتت وجهة نظري.
وتابع قائلًا:
لا أتمنى الأذية لأي إنسان، لكني سأمارس، لوحدي، حريتي في التعبير. لا يوجد إنسان على وجه الأرض، ولا حتى أي حكومة، سيأخذ مني حقي في الكلام، وحقي في الاحتجاج على الضيم، وحقي في فعل كل ما هو لصالح البشرية. وعليه، أنا لست هنا بوصفي المتهم؛ أنا هنا لتوجيه الاتهام للرأسمالية، أقطر دمًا من الرأس حتى القدم.
واختتم حديثه:
اعتمدت إجراءً لا دستوريًا في هذا الوقت، بسبب الظروف الاستثنائية ولأن الحكومة البريطانية قد وضعت سابقة قانونية لذلك. أنا اشتراكي، وقد ناضلت وسأناضل من أجل إعادة بناء المجتمع بشكل كامل لصالح الجميع. إني أفتخر بسلوكي. وفكري ينسجم مع سلوكي، ولو فعل الجميع ذلك لما نشبت هذه الحرب. أتصرف بأمانة وثبات من أجل مبادئي. ....مهما كانت اتهاماتك ضدي، ومهما كانت التحفظات التي تعتقد بها، فإن ندائي موجه إلى الطبقة العاملة. أناشدهم بالذات لأنهم وحدهم القادرون على خلق الوقت الذي تحكم فيه الأخوّة العالم بأسره، على أساس اقتصادي سليم. وهذا وحده ما يمكن أن يكون وسيلة لإعادة تنظيم المجتمع. لا يمكن الحصول على ذلك إلا عندما يكون العالم بأسره ملكًا للشعب، وعندما يصونه هذا الشعب.
حُكم عليه بالسجن لمدة خمس سنوات مع الأشغال الشاقة، وسُجن في سجن بيترهيد بالقرب من أبردين. ومع ذلك، انطلقت حملة نضالية من أجل إطلاق سراحه:
لم تأخذ دعوة «الإفراج عن جون ماكلين» منحى ساكنًا أبدًا. وواصلت الدوريات الاشتراكية في كل أسبوع قصفها وذكّرت قراءها بأن كارل ليبكنخت كان حرًا بالفعل في ألمانيا، بينما في بريطانيا «الديمقراطية» كان جون ماكلين يرقد في زنزانة السجن ويُطعم قسرًا مرتين يوميًا بواسطة أنبوب مطاطي هندي يُدفع عبر مريئه أو حتى أنفه. ووجهت دورية فورارد تساؤلًا: «ألا يتلطخ المكتب الاسكتلندي بجريمة، تعتبر في بعض النواحي، أكثر فظاعة وإثارة للاشمئزاز، وأكثر قسوة ووحشية، من تلك التي ارتكبها حكام أيرلندا على جسد جيمس كونولي الممزق؟»
بعد هدنة 11 نوفمبر، أُطلق سراحه في 3 ديسمبر 1918، وعاد إلى غلاسكو وسط ترحيب حار.
وبعد 11 يومًا، كان ماكلين المرشح الرسمي لحزب العمال في الانتخابات العامة عن دائرة غلاسكو غوربالس، حيث فشل في عزل النائب القائم، جورج بارنز، النائب السابق من حزب العمال الذي انشق لدعم حكومة لويد جورج الائتلافية.